# Paoliella monotuberculata
Paoliella monotuberculata är en insektsart. Paoliella monotuberculata ingår i släktet Paoliella och familjen långrörsbladlöss. Inga underarter finns listade i Catalogue of Life.